# Dawid Abrahamowicz
Dawid Abrahamowicz, též Dawid von Abrahamowicz (30. června 1839 Torhovycja – 24. prosince 1926 Lvov), byl rakousko-uherský, respektive předlitavský (haličský) politik, v letech 1907–1909 ministr pro haličské záležitosti.

## Biografie
Od mládí byl aktivní v hospodářském a politickém životě. Od roku 1875 byl poslancem Říšské rady. Podle jiného zdroje, ale byl zvolen až ve volbách do Říšské rady roku 1879, kde reprezentoval kurii venkovských obcí v Haliči, obvod Lvov, Horodok, Javoriv atd. Poslanecký slib složil 26. března 1881. Mandát obhájil ve volbách do Říšské rady roku 1885 (opět kurie venkovských obcí, obvod Lvov atd.), volbách do Říšské rady roku 1891 (kurie venkovských obcí, obvod Lvov, Horodok atd.), volbách do Říšské rady roku 1897 (nyní za kurii velkostatkářskou v Haliči), volbách do Říšské rady roku 1901 (velkostatkářská kurie v Haliči), volbách do Říšské rady roku 1907 (obvod Halič 34). Na poslanecký mandát rezignoval 4. března 1909. Znovu se mezi poslanci uvádí po volbách do Říšské rady roku 1911 (obvod Halič 64).
Patřil do východohaličské konzervativní skupiny (tzv. Podolacy). V roce 1906 byl předsedou Polského klubu (parlamentní frakce polských poslanců). Do této funkce byl potvrzen i po volbách roku 1907. Od roku 1906 byl členem Panské sněmovny (jmenovaná horní komora Říšské rady). Již od roku 1863 byl též poslancem haličského zemského sněmu.
Jeho politická kariéra vyvrcholila počátkem 20. století. Za vlády Maxe Becka se stal ministrem pro haličské záležitosti. Post si udržel i v následující vládě Richarda Bienertha. Funkci ministra zastával v období 9. listopadu 1907 – 3. března 1909.
Jeho bratrancem byl politik Eugeniusz Abrahamowicz.